# Lecithocladium excisum
Lecithocladium excisum är en plattmaskart. Lecithocladium excisum ingår i släktet Lecithocladium och familjen Hemiuridae. Inga underarter finns listade i Catalogue of Life.